# 阿道夫·凯格雷斯

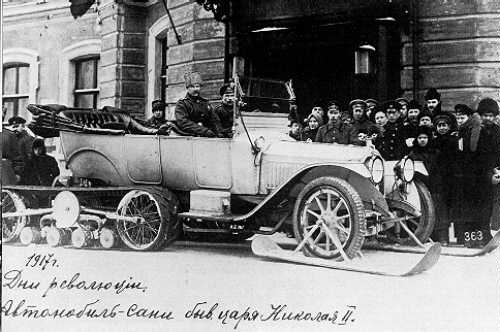
搭配了凱格雷斯履帶的帕卡德Twin-6

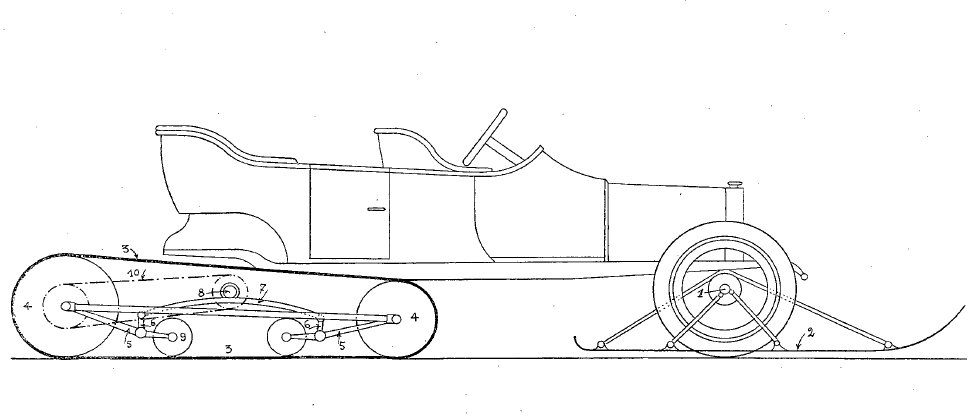
凱格雷斯於1913年的設計

阿道夫·凯格雷斯（法語：Adolphe Kégresse，1879年—1943年）是一位軍事工程師，生於法國上索恩省的埃里库尔，於蒙貝利亞爾求學，他最為人熟悉的發明為半履帶車和雙離合變速箱。
1905年移居俄羅斯聖彼得堡，曾為沙皇尼古拉二世效力，由於第一次世界大戰爆發，凱格雷斯被迫返回法國。1919年至1935年期間受聘於雪鐵龍，為車廠發展半履帶車業務。